# Dottikon
Dottikon est une commune suisse du canton d'Argovie, située dans le district de Bremgarten. 

Vue aérienne (1970).

## Histoire
Dottikon dépend du bailliage de Lenzbourg, puis des Freie Ämter.